# Challenger de Sevilla 2023
El torneo Copa Sevilla 2023 fue un torneo de tenis perteneció al ATP Challenger Tour 2023 en la categoría Challenger 125. Se trató de la 25ª edición; el torneo tuvo lugar en la ciudad de Sevilla (España), desde el 4 de septiembre hasta el 10 de septiembre de 2023 sobre pista de tierra batida al aire libre.

## Jugadores participantes del cuadro de individuales
| Favorito | País                  | Jugador                 | Rank1 | Posición en el torneo |
| -------- | --------------------- | ----------------------- | ----- | --------------------- |
| 1        | Bandera de España     | Roberto Carballés Baena | 63    | CAMPEÓN               |
| 2        | Bandera de Argentina  | Pedro Cachin            | 66    | Segunda ronda         |
| 3        | Bandera de España     | Jaume Munar             | 82    | Primera ronda         |
| 4        | Bandera de Argentina  | Facundo Díaz Acosta     | 94    | Segunda ronda         |
| 5        | Bandera de Francia    | Hugo Gaston             | 99    | Semifinales           |
| 6        | Bandera de Kazajistán | Timofey Skatov          | 129   | Cuartos de final      |
| 7        | Bandera de España     | Pedro Martínez          | 132   | Segunda ronda         |
| 8        | Bandera de España     | Pablo Llamas Ruiz       | 144   | Cuartos de final      |

- 1 Se ha tomado en cuenta el ranking del 28 de agosto de 2023.

### Otros participantes
Los siguientes jugadores recibieron una invitación (wild card), por lo tanto ingresan directamente al cuadro principal (WC):
- Carlos Taberner
- Fernando Verdasco
- Pedro Cachin

Los siguientes jugadores ingresan al cuadro principal tras disputar el cuadro clasificatorio (Q):
- Diego Augusto Barreto Sánchez
- Íñigo Cervantes
- Viktor Durasovic
- Carlos López Montagud
- Imanol López Morillo
- Valentin Royer

## Campeones

### Individual Masculino
- Roberto Carballés Baena derrotó en la final a  Calvin Hemery, 6–3, 6–1

### Dobles Masculino
- Alberto Barroso Campos /  Pedro Martínez derrotaron en la final a  Sriram Balaji /  Fernando Romboli, 3–6, 7–6(5), [11–9]